# Foce di Rastello
La Foce di Rastello è un passo che collega la Lunigiana con l'alta val di Vara in provincia della Spezia, a Sesta Godano. Molto importante anticamente, la sua importanza è diminuita nel tempo, essendo aggirato dai più facili passo di Centocroci e dal passo della Cisa.